# Этерна: Часть первая
«Эте́рна: Часть пе́рвая» — российский приключенческий фильм, ставший пилотным эпизодом сериала «Этерна». Основан на романе «Красное на красном» из цикла Веры Камши «Отблески Этерны». Премьера состоялась 20 января 2022 года в онлайн-кинотеатре «Кинопоиск». Планировалось, что «Этерна: Часть первая» станет экспозицией, прологом к событиям последующих серий.  Пилот раскритиковали из-за перегруженности сюжета и неестественности диалогов, так что сериал был запущен заново.

## Сюжет
Действие происходит в мире Кэртиана, похожем на Европу начала Нового времени, где технологии и эстетика Западной Европы XVI—XVII веков сочетаются с магией. В центре сюжета — политические интриги и борьба за власть в королевстве Талиг.
Несколько десятилетий назад трон Талига захватила новая династия Олларов. Альдо Ракан, наследник свергнутой династии, укрывается в городе-государстве Агарисе вместе со своей семьёй и верным рыцарем Робером Эпинэ. Он мечтает свергнуть Олларов и вернуть трон предков, и для этого готов заключить сделку с мистической тайной организацией. 
В самом же Талиге тлеет неприязнь между старой и новой аристократией, подкреплённая давними кровными счётами. Юноша Ричард Окделл — из рода старых аристократов, воспитанный в ненависти к «навозникам», пришедшим к власти при Олларам. Но неожиданно для всех Ричарда выбирает себе в оруженосцы Рокэ Алва, первый маршал королевства, один из самых влиятельных представителей новой элиты. Когда-то Алва убил отца Ричарда на дуэли, теперь же юноше предстоит увидеть маршала не только как врага, но и как блестящего полководца на службе Талига.

## Актёры и роли
В главных ролях
| Актёр            | Роль |
| ---------------- | --- |
| Юрий Чурсин      | Рокэ Алва полководец, первый маршал Талига, Повелитель Ветров, герцог, глава провинции Кэналлоа                  |
| Денис Нурулин    | Ричард Окделл юноша, ставший герцогом ещё в отрочестве, после смерти Эгмонта, и жаждущий отмщения за смерть отца |
| Анар Халилов     | Альдо Ракан потомок правившей в Талиге династии Ракан, живущий в изгнании и мечтающий о власти и величии         |
| Павел Крайнов    | Робер Эпинэ лучший друг и верный соратник Альдо                                                                  |
| Валентина Ляпина | Мэллит бесстрашная девушка, которую связывают с Альдо узы древней магии                                          |
| Сергей Гилёв     | отец Герман олларианский священник, ментор в школе Лаик                                                          |
| Сергей Горошко   | Эстебан Колиньяр наследник герцога, главный соперник Ричарда в школе Лаик                                        |

Во второстепенных ролях
| Актёр              | Роль |
| ------------------ | --- |
| Кирилл Зайцев      | Лионель Савиньяк генерал Талига, глава королевской охраны, старший брат Арно                                   |
| Екатерина Волкова  | Матильда Ракан бабушка Альдо, вдовствующая принцесса Ракан                                                     |
| Варвара Комарова   | Айрис Окделл младшая сестра Ричарда                                                                            |
| Ульяна Лукина      | Мирабелла Окделл мать Ричарда и Айрис, вдова Эгмонта                                                           |
| Кирилл Козаков     | Енниоль Гавионн глава гоганской общины                                                                         |
| Юрий Беляев        | кардинал Сильвестр глава олларианской церкви, фактический управляющий всем Талигом                             |
| Алексей Матошин    | Арнольд Арамона капитан, руководитель школы Лаик                                                               |
| Максим Метельников | Арно Савиньяк младший брат Лионеля, друг Ричарда в школе Лаик                                                  |
| Евгений Шварц      | Валентин Придд наследник герцога Придда, однокашник Ричарда в школе Лаик                                       |
| Юлия Хлынина       | Катарина (Катари) Оллар королева Талига                                                                        |
| Денис Самойлов     | Фердинанд Оллар король Талига, мягкий и безвольный правитель, решения за которого принимает кардинал Сильвестр |

Другие
| Актёр            | Роль                                                                                        |
| ---------------- | ------------------------------------------------------------------------------------------- |
| Владислав Резник | Эгмонт Окделл Повелитель Скал, отец Ричарда и Айрис, герцог, глава северной провинции Надор |
| Александр Яцко   | граф Ларак дядя и опекун Ричарда Окделла                                                    |
| Пётр Семак       | Август Штанцлер кансилльер (премьер-министр)                                                |
| Андрей Смоляков  | магнус Аристид                                                                              |
| Леонид Бичевин   | Руперт фок Фельсенбург адмирал семи морей                                                   |
| Игорь Иванов     | профессор Шабли ментор в школе Лаик                                                         |
| Вениамин Смехов  | Вальтер Придд Повелитель Волн, герцог, отец Валентина и Джастина                            |
| Данил Никитин    | Йоганн Катершванц барон, брат Норберта, ученик школы Лаик                                   |
| Фёдор Мишеев     | Норберт Катершванц барон, брат Йоганна, ученик школы Лаик                                   |
| Василий Бриченко | офицер Карваль                                                                              |
| Артур Бесчастный | Леопольд Манрик граф                                                                        |
| Максим Ханжов    | Хорхе Дьегаррон                                                                             |

## Производство
О работе над «Этерной» стало известно в сентябре 2020 года, а в октябре вышел тизер сериала, снятый в Московской области, режиссёром первой части — Евгением Невским. Над первой частью проекта также работали сценаристы Сергей Юдаков и Евгений Баранов, художник-постановщик Анастасия Каримулина, операторы Александр Симонов и Антуан Вивас-Денисов. Специально для съёмок была создана компания Black Prince. Продюсерами стали Евгений Баранов и Евгений Рене, креативными продюсерами — Никита Сугаков и Владислав Рубин.
До пандемии съёмки планировались в Словении, Венгрии и Чехии, но из-за коронавирусных ограничений их перенесли в Россию. Павильонные съёмки прошли на «Ленфильме», где для сериала выстроили 2,5 тысячи м² декораций.
Премьера «Этерны: Части первой» прошла 20 января 2022 года на «Кинопоиске». За сутки её посмотрели более 100 тысяч подписчиков — рекордная на тот момент аудитория для собственных проектов сервиса (прежде лучший результат принадлежал мистическому сериалу «Пищеблок»). Вслед за фильмом на «Яндекс.Музыке» вышла аудиокнига «Отблески Этерны: Красное на красном». По словам Веры Камши, был запланирован выход комиксов, сюжет которых погружает читателя в лор вселенной «Этерны», и начата работа над компьютерной игрой, события которой охватывают сразу несколько миров Ожерелья.

## Оценки
«Этерна: Часть первая» получила смешанные оценки критиков и зрителей, а её оценка после премьеры (на 21 января 2022 года) составила 6,6 баллов на «Кинопоиске». Рецензенты отмечали, что сериал стал первым масштабным эпическим фэнтези российского производства, и высоко оценили общий визуальный стиль картины, достигающий кинематографического уровня. Несмотря на сокращения, критики одобрили бережное обращение с литературным первоисточником и раскрытие героев, некоторые из которых получили в сериале более проработанные сюжетные линии, чем в романах Камши.
Практически все рецензенты отметили работу художников по костюмам, которые вдохновлялись живописью XVI—XVII веков и специалистов по реквизиту. Отдельной высокой оценки удостоилось обмундирование, выполненное по музейным образцам, и изготовленное для фильма холодное и бутафорское огнестрельное оружие — в кадре они выглядели реалистично и уместно.
Ключевым недостатком фильма критики сочли выбранный создателями формат экспозиции будущего сериала: при скромном хронометраже «Этерна: Часть первая» оказалась перегружена событиями и персонажами, которые раскрывали отдельные аспекты мира, но не оказывали заметного влияния на сюжет. Одним из недостатков экранизации, обусловленным изменением съёмочных планов, стала декоративность павильонных съёмок и неестественность CGI-задников, эффект которых усилили книжные диалоги, звучащие на экране неестественно даже по меркам жанра.
По словам Андрея Мягкова (портал «Год литературы»), пилотная серия «Этерны» не смогла определиться, «кем она хочет быть — полнометражной приключенческой историей для всех или первым эпизодом сериала для фанатов книги-первоисточника», из-за чего и была встречена «в штыки» почти всеми ценителями жанра.
В сентябре 2023 года стало известно, что основная часть сериала станет не продолжением первой части, а перезапуском проекта. Из актёров, сыгравших в первой серии, в проекте остались только четверо, сменился режиссёр.